# Stade Ramón Sánchez Pizjuán
Le stade Ramón Sánchez Pizjuán (en espagnol : Estadio Ramón Sánchez Pizjuán) est un stade de football situé dans la ville de Séville en Espagne. Il se trouve dans le quartier de Nervión.

## Histoire

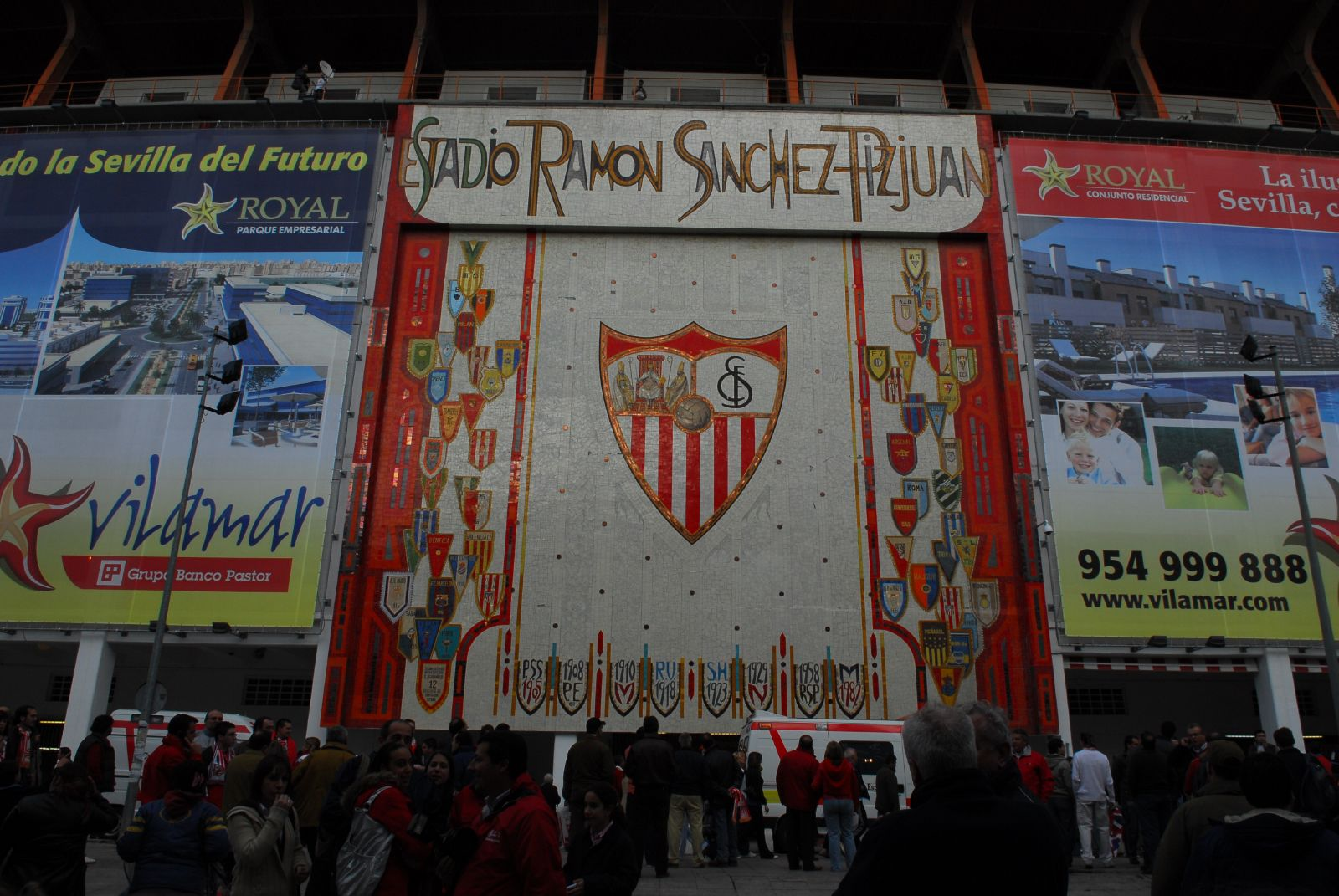
Mosaïque sur façade extérieure

La construction du stade commence en décembre 1956, l'inauguration a lieu le 7 septembre 1958, avec un match du club résident Séville FC contre le Real Jaén (victoire des locaux 3 à 0). Le stade est nommé en l'honneur de Ramón Sánchez Pizjuán, ancien président du Séville FC de 1932 à 1941 et de 1948 à 1956. Le stade remplace l'Estadio Nervión démoli en 1958. Il est surnommé La Bombonera de Nervión en référence à La Bombonera de Buenos Aires.
Le stade est rénové plusieurs fois. À partir de 2015, il est modernisé, avec le remplacement des sièges, la mise en place de l'éclairage et du panneau d'affichage. En 2016, c'est la façade extérieure qui est rénovée, des mosaïques sont apposées. Toute la partie Est est dédiée à Antonio Puerta, défenseur du club qui s'écroule sur la pelouse victime d'un arrêt cardio-respiratoire à la 31e minute dans un match contre Getafe, le 25 août 2007. Il meurt trois jours plus tard à l'âge de 22 ans. La façade peut être illuminée par led de diverses couleurs.

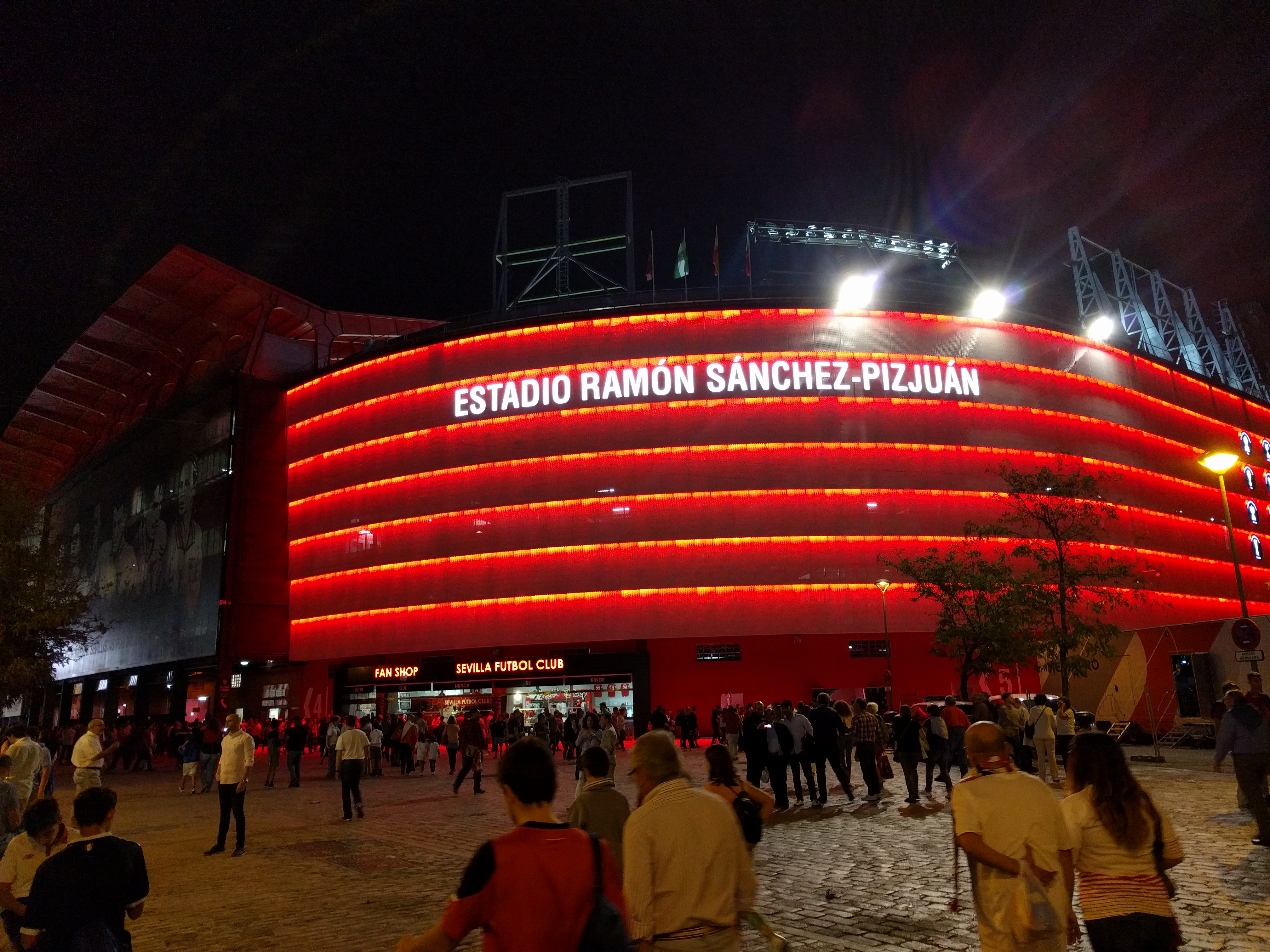
Façade illuminée

Le stade est situé en centre-ville, seule la tribune principale est couverte. La capacité maximale du stade était de 77 000 places, pour la coupe du monde de football de 1982. Elle sera réduite à 70 500 places puis plus tard à 66 000 places. En 1998, pour se conformer aux exigences de l'UEFA, et avoir un stade avec uniquement des places assises, la capacité est réduite à 45 500 places. Après une nouvelle réduction en 2015, puis de nouveaux travaux en 2018 la capacité est de 43 883 places.
Lors de la coupe du monde de football de 1982, le stade accueille deux rencontres, le match Brésil-URSS, rencontre du premier tour, et la demi-finale RFA-France qui rentrera dans l'histoire comme la nuit de Séville.
Le stade abrite le 7 mai 1986 la finale de la Coupe des clubs champions européens, opposant le FC Barcelone au Steaua Bucarest et se concluant par une victoire de l'équipe roumaine aux tirs au but.
L'équipe d'Espagne a disputé de juin 1961 au 25 mars 2015, 25 rencontres internationales et y est invaincue, avec 20 victoires et 5 matchs nuls. Les matchs se déroulent maintenant au stade olympique de Séville.
Le stade était initialement désigné par l'UEFA comme lieu de la finale de la Ligue Europa 2020-2021. En raison de la pandémie de Covid-19, l'événement a été déplacé à Gdansk, en Pologne. Séville accueille en compensation la finale de la Ligue Europa 2021-2022 le 18 mai 2022. Il y a eu beaucoup de critiques sur le choix du stade, à la fois avant et surtout après la finale, quant à la capacité et l'organisation.
Des projets pour la démolition et la reconstruction d'un stade plus grand au même endroit sont à l'étude.

## Événements
Le stade a accueilli deux rencontres de la Coupe du monde de football de 1982.
| Date           | Équipe #1            | Score              | Équipe #2        | Tour           | Assistance |
| -------------- | -------------------- | ------------------ | ---------------- | -------------- | ---------- |
| 14 juin 1982   | Brésil               | 2–1                | Union soviétique | phase de poule | 68 000     |
| 8 juillet 1982 | Allemagne de l'Ouest | 3–3 (5–4 t. a. b.) | France           | Demi-finales   | 70 000     |

Il a aussi accueilli deux finales de coupe d'Europe de clubs. Celle de la Coupe des clubs champions européens 1985-1986 le 7 mai 1986 ; puis celle de la Ligue Europa 2021-2022 le 18 mai 2022.
| Date        | Équipe #1           | Score              | Équipe #2    | Tour         | Assistance |
| ----------- | ------------------- | ------------------ | ------------ | ------------ | ---------- |
| 7 mai 1986  | Steaua Bucareșt     | 0–0 (2–0 t. a. b.) | FC Barcelone | C1 1985-86   | 70 000     |
| 18 mai 2022 | Eintracht Francfort | 1–1 (5–4 t. a. b.) | Rangers      | C3 2021-2022 | 38 842     |

## Galerie de photographies

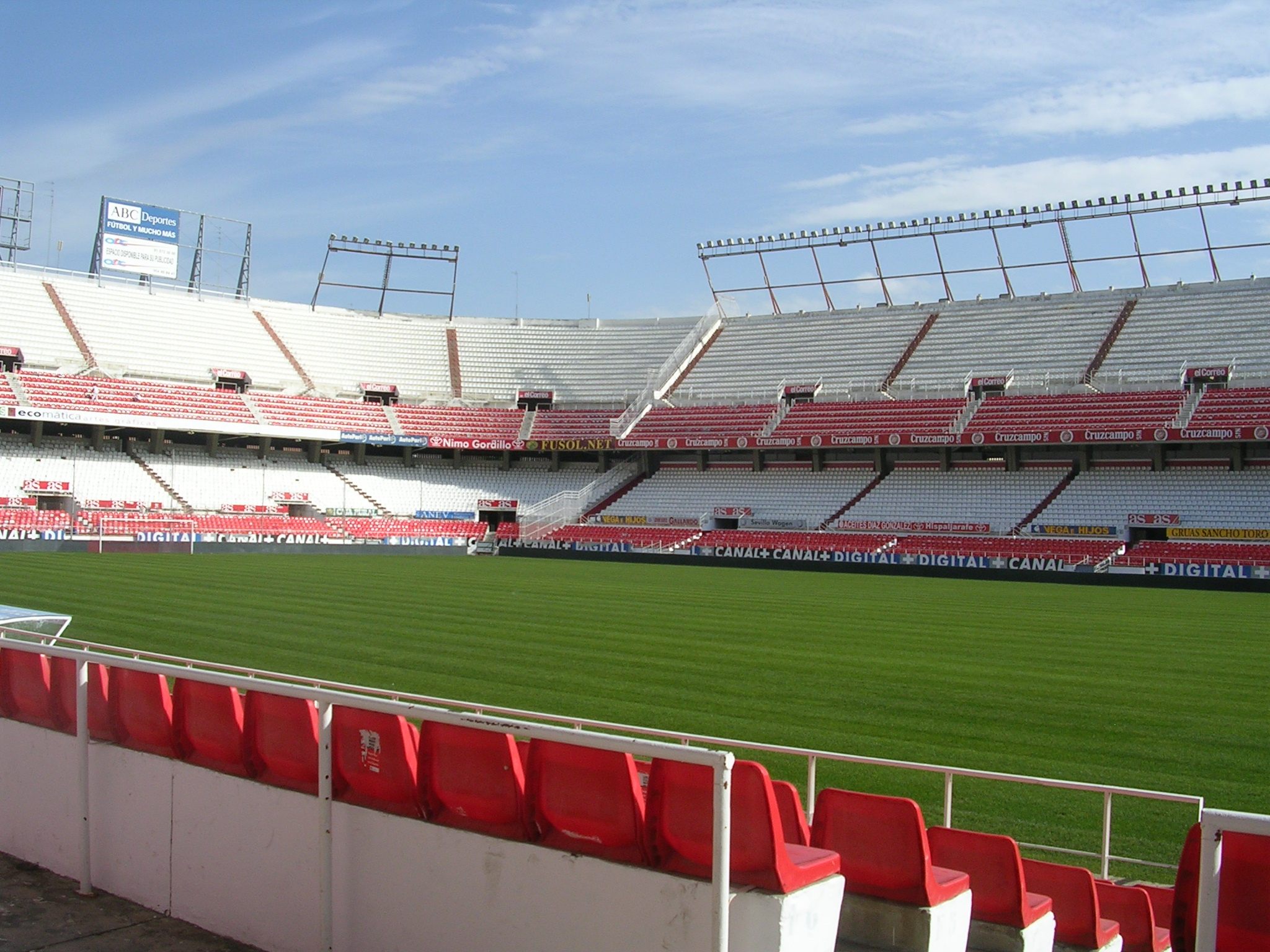
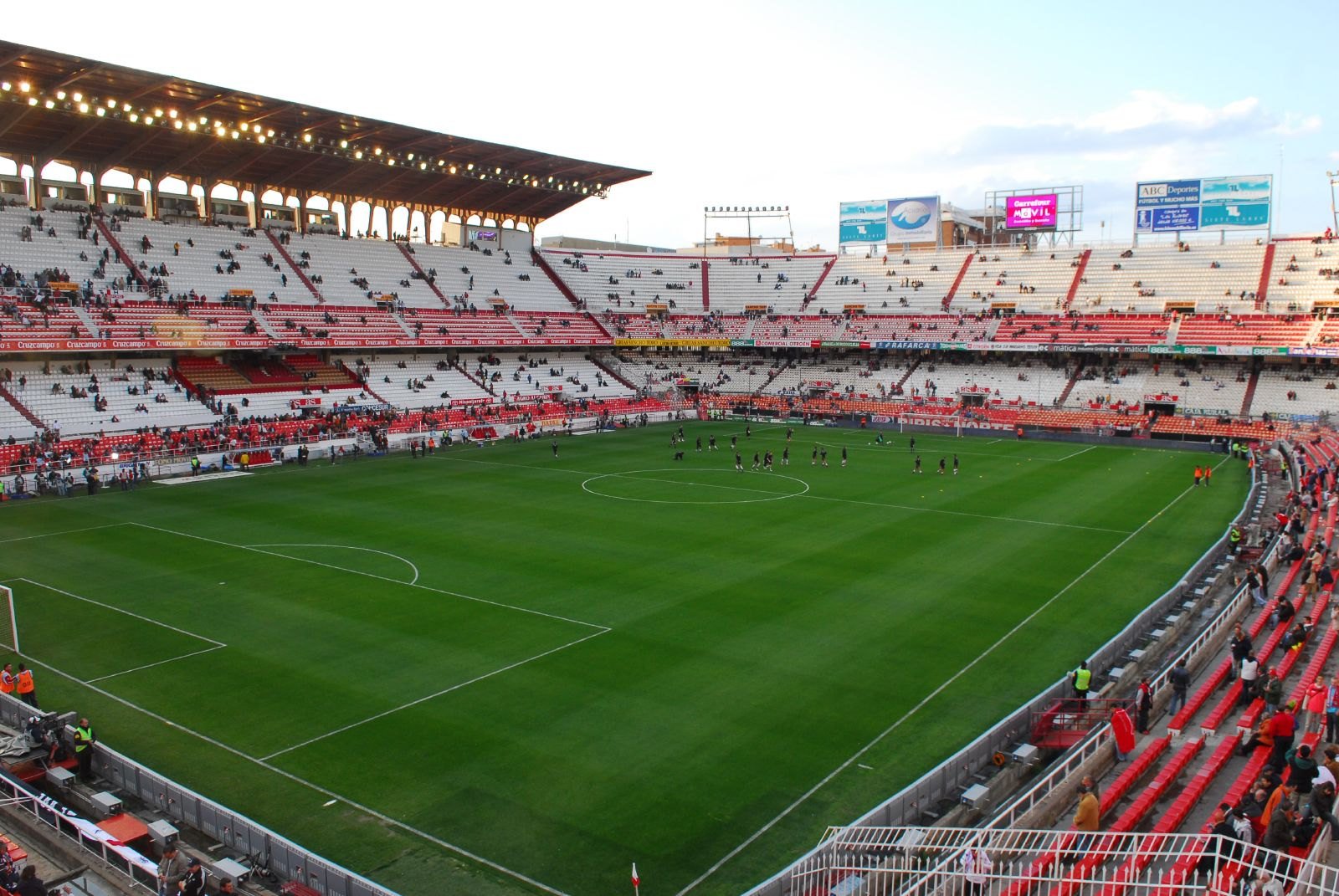
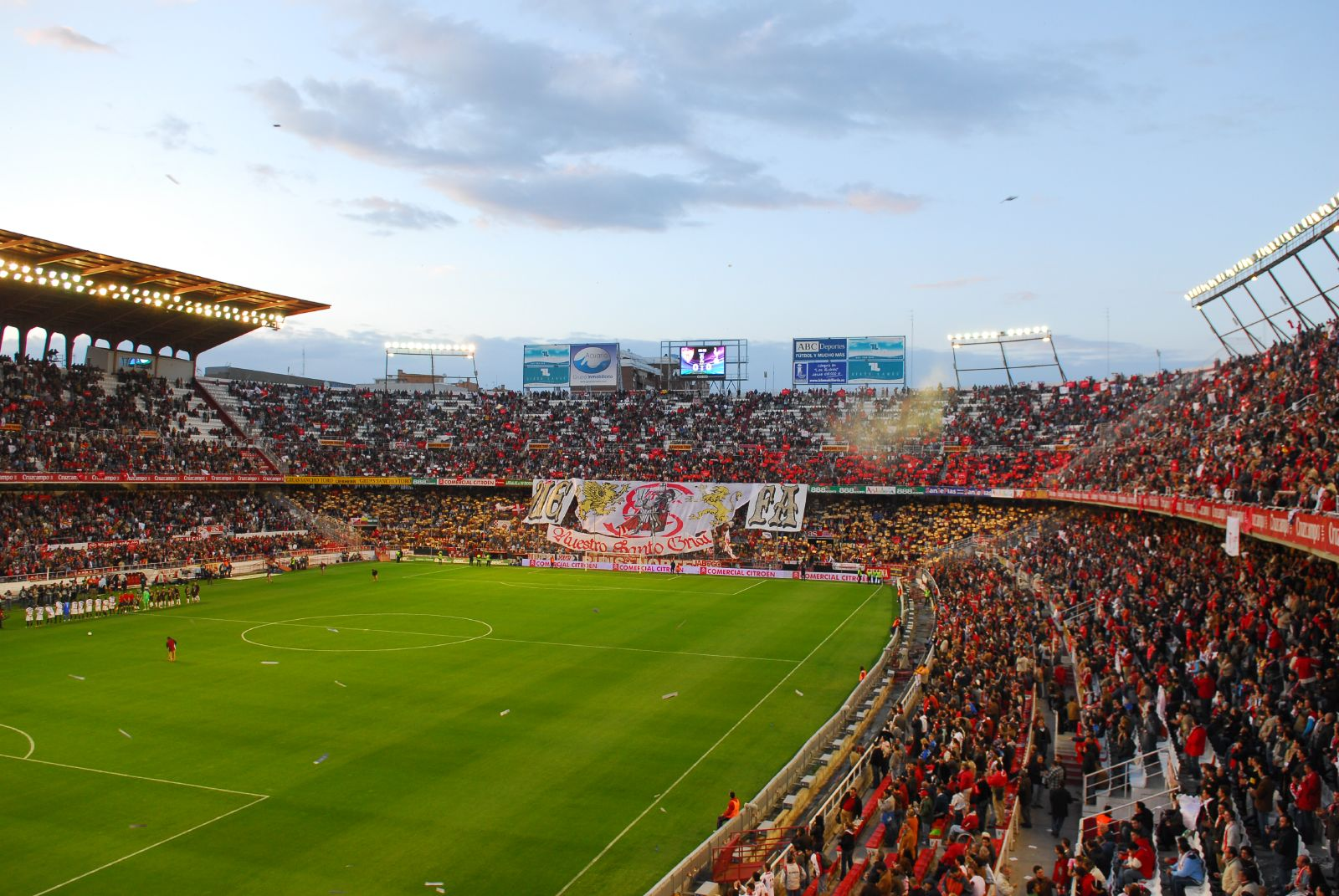